# Hotel Giant 2
Hotel Giant 2 – kontynuacja gry strategicznej wydanej w 2002 roku. Podobnie jak pierwszą część, grę opracowało studio Enlight Software mające na swoim koncie kilka podobnych produkcji, między innymi Zoo Empire oraz drugą odsłonę Capitalismu.

## Rozgrywka
Rozgrywka przedstawia się właściwie tak samo jak w pierwszej odsłonie gry, gracz otrzymał jednak więcej opcji i możliwości oraz oczywiście znacznie lepszą oprawę audio-wizualną. Ponownie więc gracz przejmuje obowiązki hotelowego managera, a gracza głównym celem jest dążenie do stworzenia jak najbardziej luksusowego miejsca pobytu w całym mieście. Osiągnąć to może tylko poprzez odpowiednie zarządzanie budżetem, ciągłe podnoszenie jakości świadczonych przez ośrodek usług, rekrutację nowych pracowników i organizację szkoleń dla całego personelu. Jednak do podejmowania słusznych decyzji nie wystarcza samo śledzenie wykresów i tabel przepełnionych statystykami - gracz musi także obserwować swoich gości(nawet pod postacią jednego z nich), aby jak najlepiej przewidzieć ich oczekiwania i w miarę możliwości im sprostać.
Swój hotel gracz może wybrać spośród dwudziestu sześciu różnych budynków znajdujących się na terenie takich miast jak Phuket, Rzym i Paryż. Potem gracz musi jeszcze dopasować wystrój wnętrz oraz atrakcje, jakie początkowo gracz chce zapewnić swoim klientom (m.in.: salon SPA czy pokój gier). Łącznie wszystkich elementów, na które gracz może mieć wpływ jest ponad 1400, są to między innymi: meble, dekoracje, wyposażenie pokoi gościnnych i pozostałych pomieszczeń. Ponadto gracz sam decyduje o tym, jaki rodzaj potraw ma serwować restauracja i jaki zespół muzyczny umili gościom pobyt w części barowej.